# Drasteria rada
Drasteria rada is een vlinder uit de familie van de spinneruilen (Erebidae). De wetenschappelijke naam van de soort is voor het eerst geldig gepubliceerd in 1848 door Boisduval.
Deze nachtvlinder komt voor in Europa.